# 黑茨拉克
黑茨拉克是德国下萨克森州的一个市镇。总面积49.77平方公里，总人口4125人，其中男性2233人，女性1892人（2011年12月31日），人口密度83人/平方公里。